# Raul Rock Seixas
Raul Rock Seixas é o sexto álbum solo do cantor e compositor brasileiro Raul Seixas e último lançado pela gravadora Philips Records (atual Universal Music).

## História
Raul estava interessado em trocar de gravadora depois deste álbum para trabalhar com o seu velho produtor, Marco Mazzola, que havia produzido o Krig-ha, Bandolo!, o Gita e o Novo Aeon. Sabendo disto, Roberto Menescal, que era o dono da gravadora Phillips, resolve fazer mais um álbum de Raul, com Jay Vaquer, guitarrista e grande amigo de Raul, produzindo.
Jay Vaquer realizou todo o trabalho de produção e gravação do disco, mas uma pequena turnê para tocar na Bahia, cheia de incidentes, fez com que ele não voltasse ao Rio a tempo de mixar o disco. Com isso, várias inovações técnicas que o produtor tinha planejado não puderam ser executadas, já que o responsável pela mixagem não sabia de nenhuma delas e, de certo modo, mixou o disco "no escuro". O álbum acabou, assim, sendo lançado enquanto Raul estava viajando e sem que ele pudesse participar da mixagem final do disco.
Este álbum mantém a mesma fórmula do álbum Os 24 Maiores Sucessos da Era do Rock, lançado quatro anos antes, contendo interpretações de grandes sucessos do rock, com músicas de Chuck Berry, Paul Anka, Gene Vincent, Elvis Presley, Eddie Cochran e Little Richard. No final do álbum Raul fez um inusitado medley de Asa Branca com Blue Moon of Kentucky.

## Faixas
| Lado A         |                                                                           |                                                              |         |  |
| N.º            | Título                                                                    | Compositor(es)                                               | Duração |  |
| 1.             | "My Way" "Trouble"                                                        | Jerry Capehart Jerry Leiber / Mike Stoller                   | 4:43    |  |
| 2.             | "The Diary"                                                               | Howard Greenfield / Neil Sedaka                              | 2:27    |  |
| 3.             | "My Baby Left Me" "Thirty Days" "Rip It Up"                               | Arthur Crudup Chuck Berry John Marascalco / Robert Blackwell | 3:14    |  |
| 4.             | "All I Have to Do Is Dream" "Put Your Head on My Shoulder" "Dear Someone" | Boudleaux Bryant / Felice Bryant Paul Anka Cy Coben          | 4:53    |  |
| 5.             | "Do You Know what It Means to Miss New Orleans"                           | Eddie DeLange / Louis Alter                                  | 2:24    |  |
| Duração total: | Duração total:                                                            | Duração total:                                               | 17:41   |  |

| Lado B         |                                                                            | |         |  |
| N.º            | Título                                                                     | Compositor(es) | Duração |  |
| 1.             | "Lucille" "Corrine Corrina"                                                | Albert Collins / Richard Penniman Bo Chatmon / J. Mayo Williams / Mitchell Parish                                                   | 4:25    |  |
| 2.             | "Ready Teddy" "Hard Headed Woman" "Baby I Don't Care"                      | John Marascalco / Robert Blackwell Claude Demetrius Jerry Leiber / Mike Stoller                                                     | 3:42    |  |
| 3.             | "Just Because"                                                             | Jay Vaquer / Raul Seixas | 1:25    |  |
| 4.             | "Bye Bye Love" "Be-Bop-A-Lula" "Love Letters in the Sand" "Hello Mary Lou" | Boudleaux Bryant / Felice Bryant Gene Vincet / Bill "Sheriff Tex" Davis Charles Kenny / J. Frederick Coots / Nick Kenny Gene Pitney | 6:29    |  |
| 5.             | "Blue Moon of Kentucky" "Asa Branca"                                       | Bill Monroe Humberto Teixeira / Luiz Gonzaga                                                                                        | 1:23    |  |
| Duração total: | Duração total:                                                             | Duração total: | 17:24   |  |

## Ficha técnica
- Direção artística: Sérgio de Carvalho
- Produção: Jay Anthony Vaquer
- Arranjos: Jay Anthony Vaquer
- Engenheiro de som: Ary Carvalhães e Paulo Sérgio
- Mixagem: Sérgio de Carvalho e Luis Cláudio Coutinho
- Direção de Arte: Aldo Luiz
- Arte Final: Nilo de Paula
- Título: Tuninho de Paula